# Городской исторический музей им. И. Д. Попко
Городской исторический музей имени И. Д. Попко́ – музей в городе-курорте Горячий Ключ Краснодарского края.

## История
Муниципальный музей основан в мае 2000 года. Он считается продолжателем традиций первого просветительского учреждения на Кавказе – Псекупского музеума, который был создан командиром Псекупского казачьего конного полка, Иваном Диомидовичем Попко после окончания Кавказской войны, в июне 1864 года.

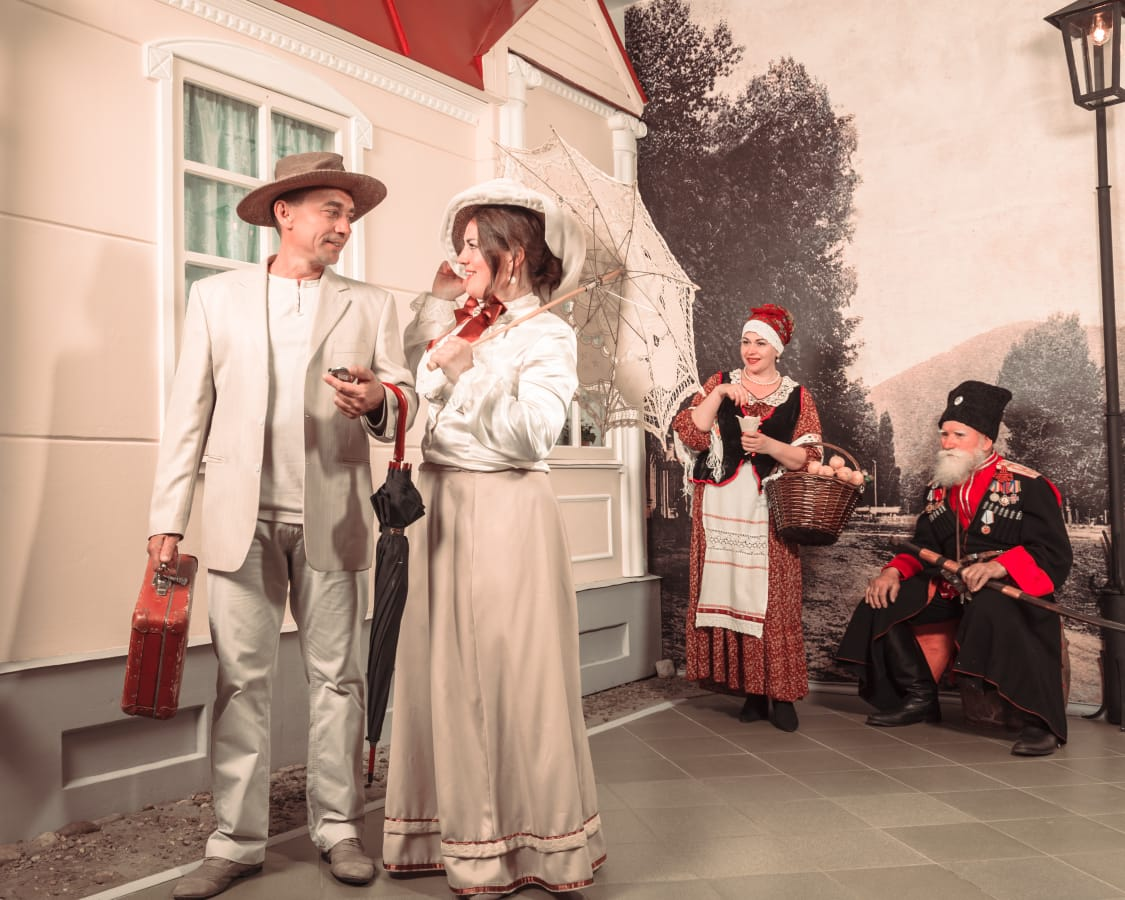
Сотрудники музея позируют в зале экспозиции "Улица Михайловская"

Городской исторический музей (ГИМ) вобрал в свою коллекцию предметы, собранные сотрудниками, переданные в дар местным населением и экспонаты некоторых школьных музеев. По мнению музейного сообщества Кубани, ГИМ является достойным преемником и продолжателем традиций первого музея на Кавказе.

## Экспозиция
Постоянная экспозиция музея представлена в четырех залах: «Улица Михайловская», «Минералогия, палеонтология, этнография», «Интерьеры станичника и горожанина конца XIX - начала XX века», «Военная и советская история». Временные тематические выставки проходят в пятом — выставочном зале.
В 2022 году открылась уличная экспозиция — историческая реконструкция полкового двора Псекупского казачьего конного полка и горской сакли, в которой размещался Псекупский музеум.

## Музейный фонд

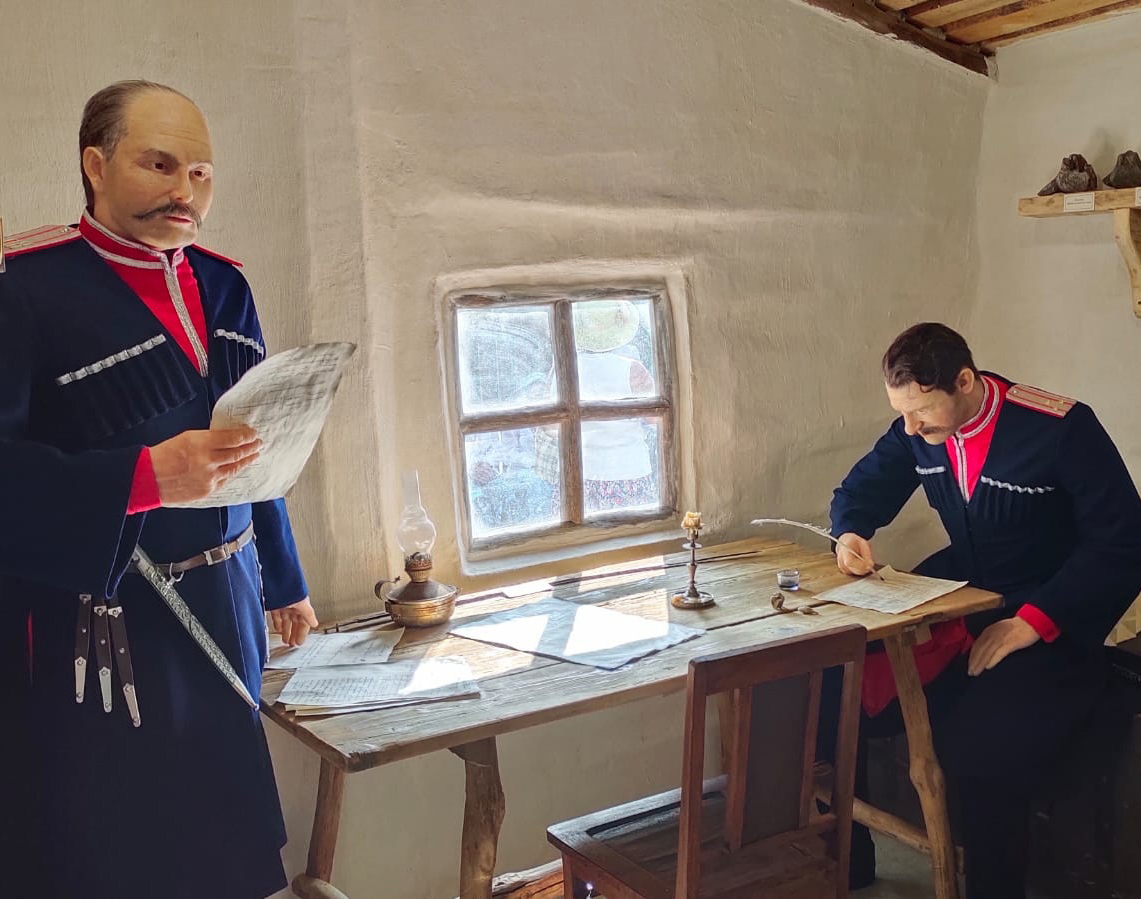
Интерьер экспозиции "Псекупский музеум"

Собрание музея составляет 8055 единиц хранения, среди которых предметы археологии, минералогическая и палеонтологическая коллекции, керамика, фарфор, нумизматика, фалеристика и многое другое. Наиболее ценными предметами коллекции являются:
1. Рукопись Д. Л. Андреева  «Роза Мира».[2]
2. Комплекс личных вещей Г. А. Ковалевой.
3. Комплекс личных вещей и наград А. И. Козлова.
4. Комплекс личных вещей А. К. Ханжиян.

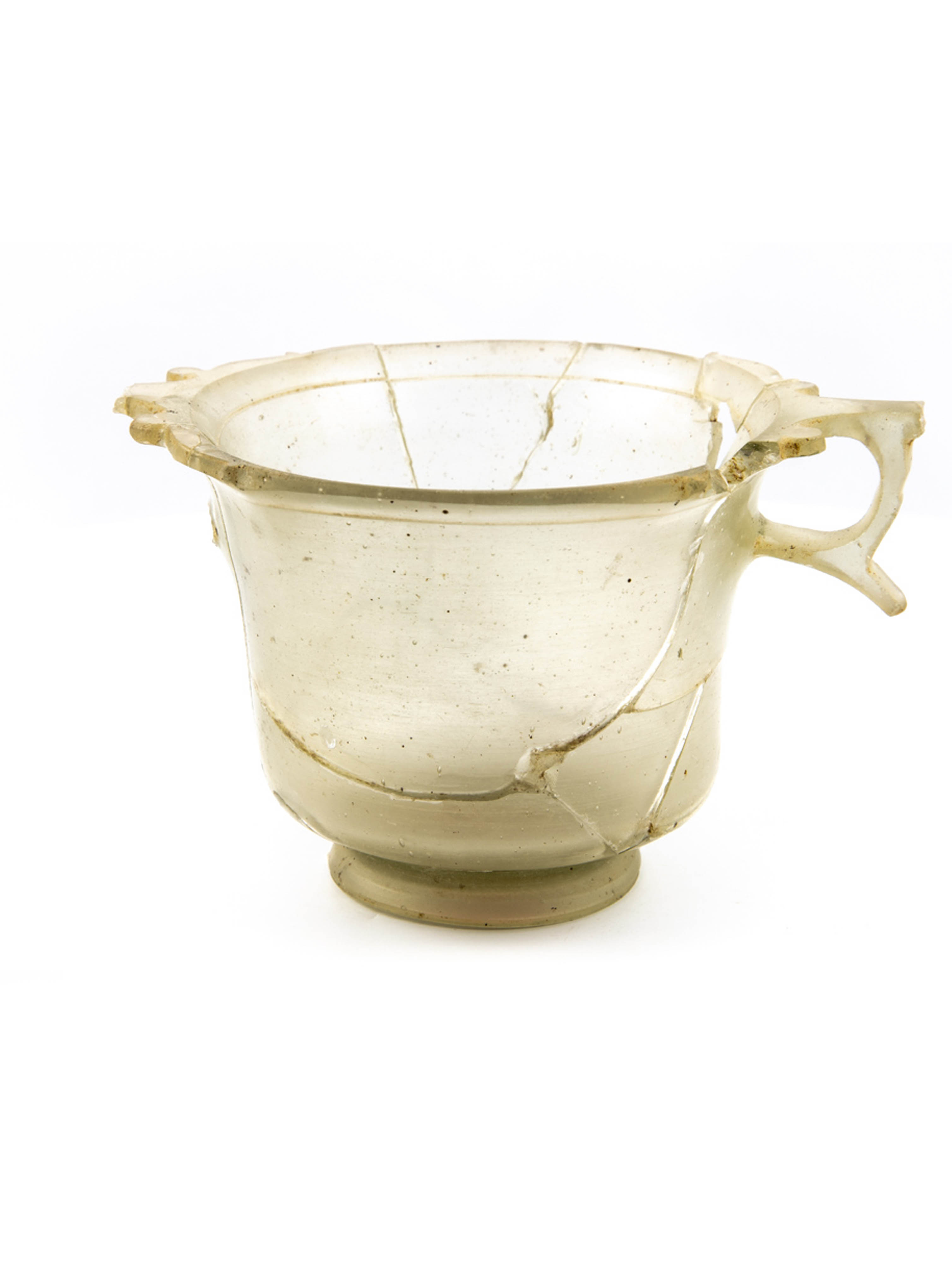
Канфар, II - I век               до нашей эры
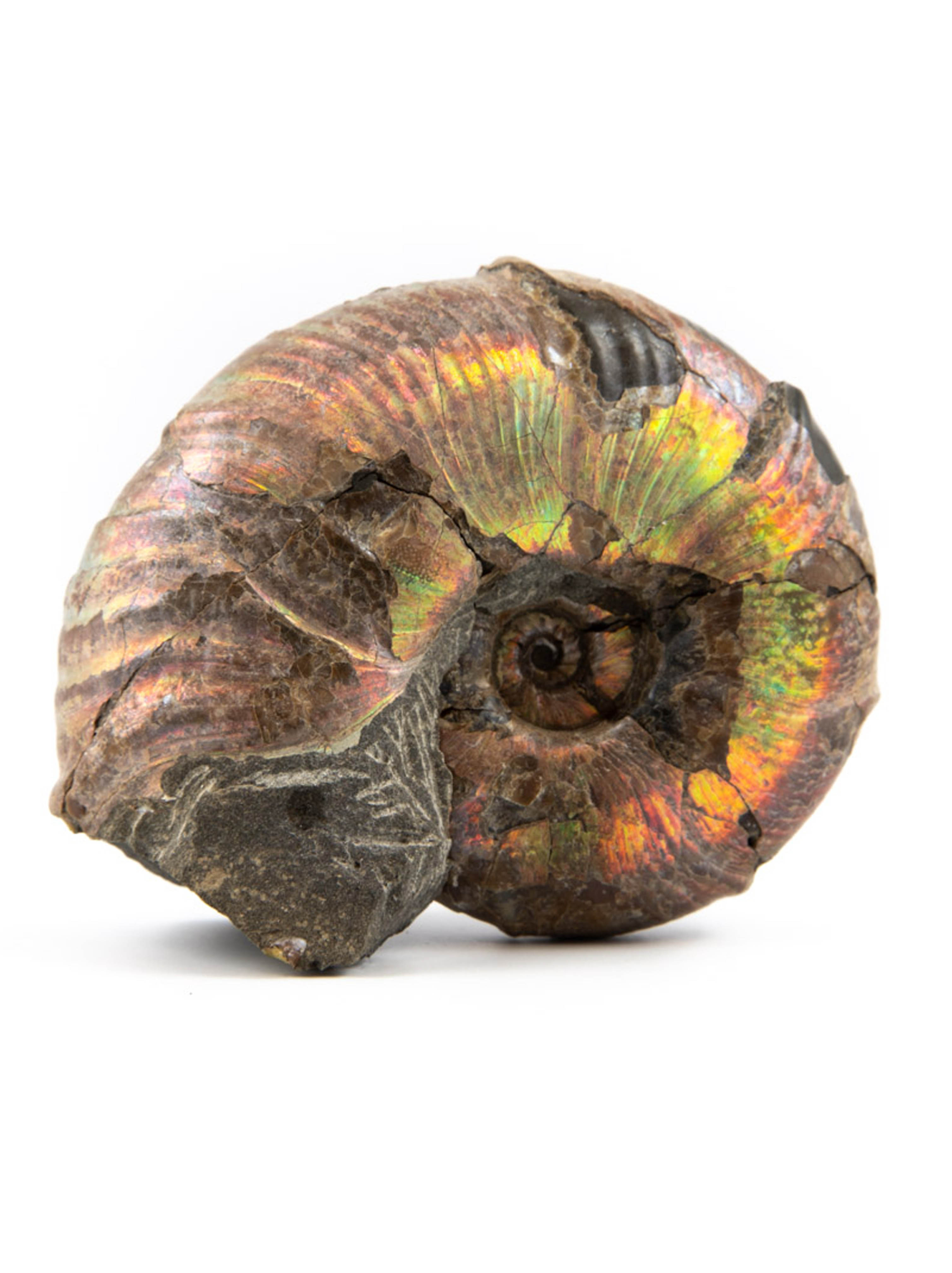
Аммонит Desmoceras sp.,    раннемеловой период (аптский век, 123 млн. лет)
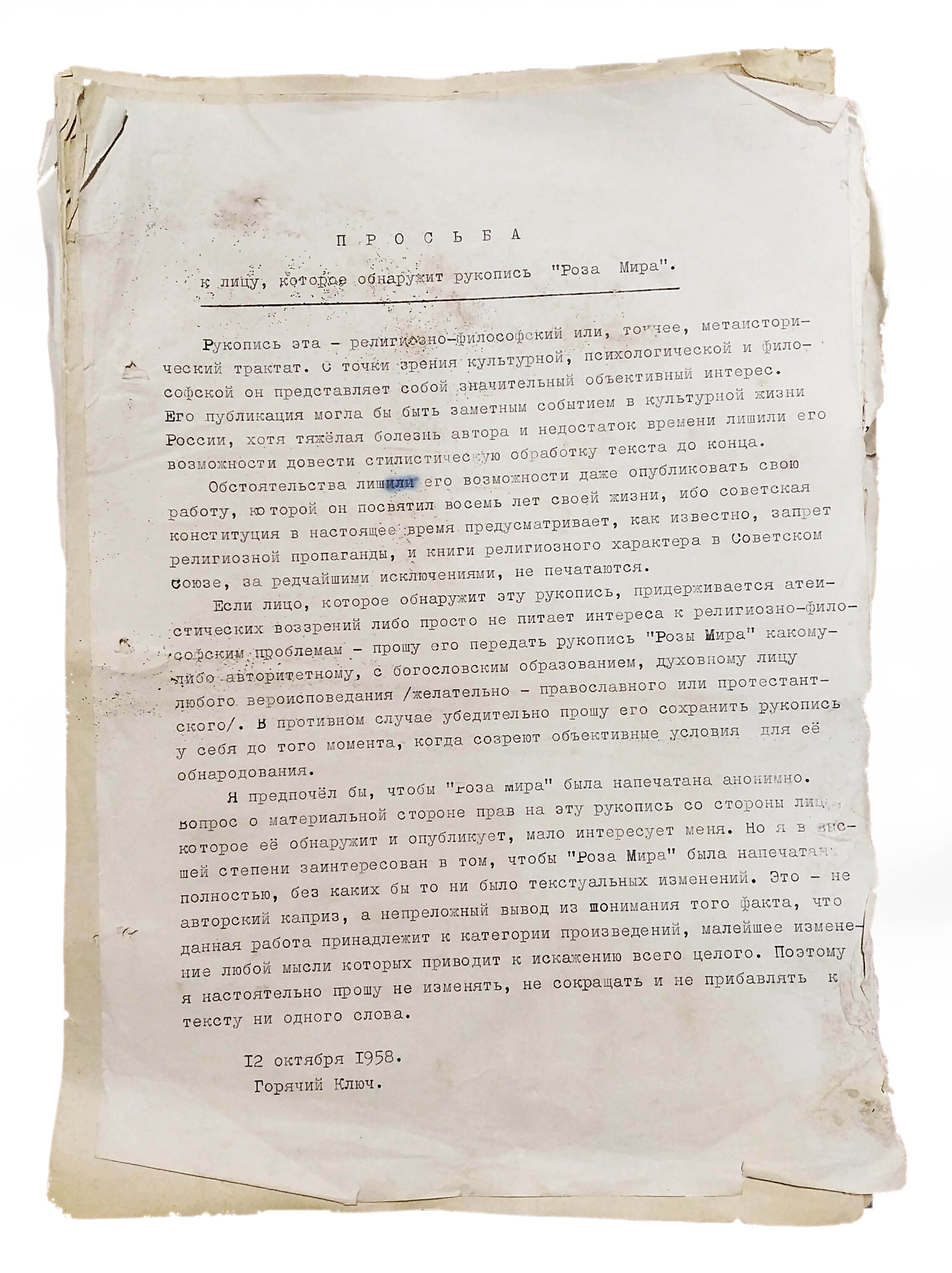
"Роза мира" Даниила Андреева с обращением к «лицу, которое обнаружит эту рукопись»
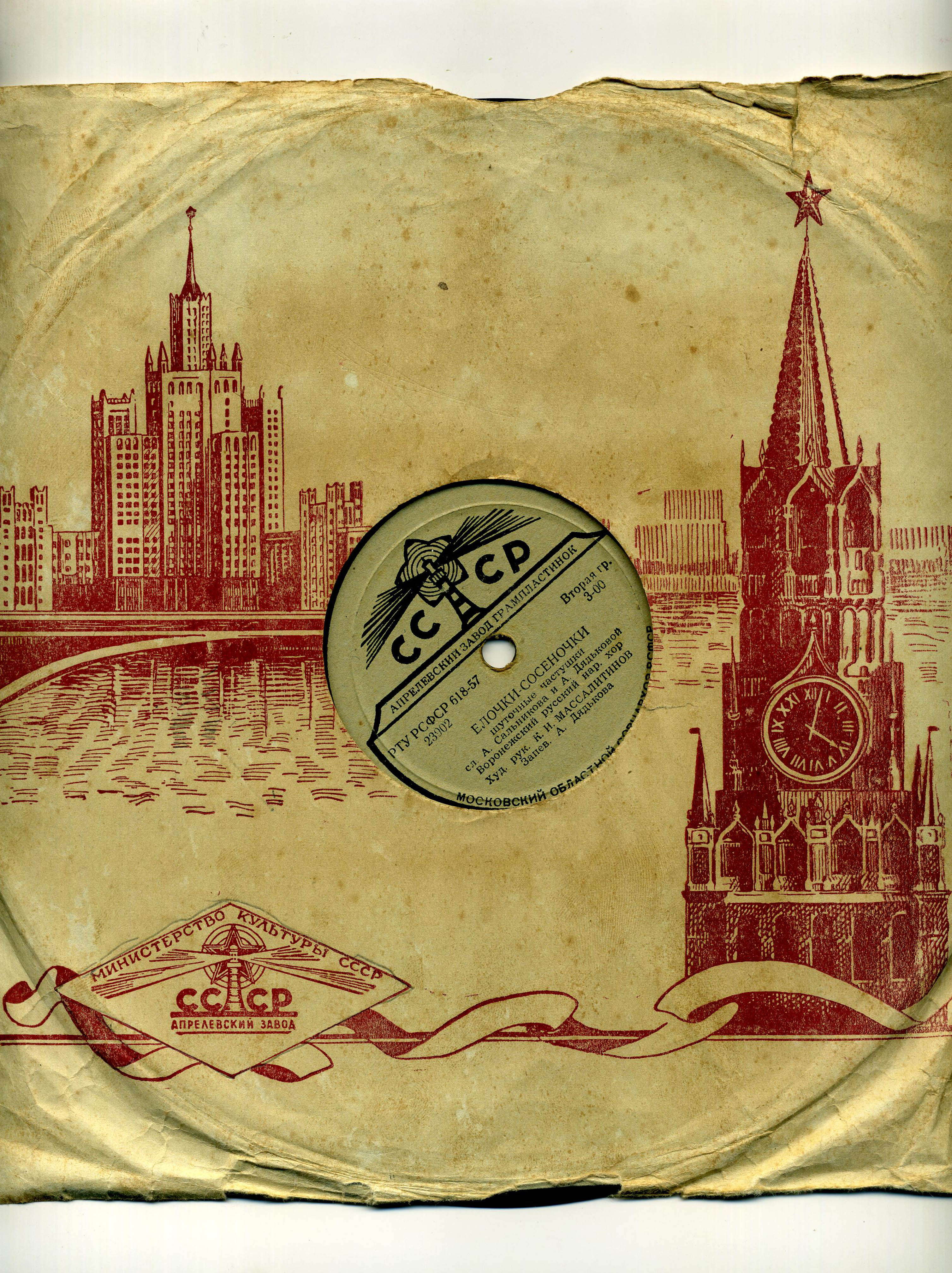
Грампластинка,  Апрелевский завод,       1954 год

## Деятельность
В 2014 году сотрудники музея совместно с активом местного Горячеключевского отделения РГО им. А. В. Твердого инициировали проект «Возрождение Псекупского музеума – первого музея на Кавказе». Проект завершился в 2022 году.
С 2018 по 2020 год осуществлялся проект «75-летию великой победы — 75 героических страниц», рассказывающий о подвигах Горячеключевцев и событиях Туапсинской оборонительной операции в годы ВОВ.
В 2019-2020 годах, совместно с активом местного Горячеключевского отделения РГО им. А. В. Твердого был реализован проект по сохранению исторического наследия — установлению места захоронения и созданию памятника ветерану ВОВ, кавалеру Ордена Александра Невского И. Г. Яковенко.
С 2019 осуществляется проект «Родословное древо Горячего Ключа», в основы которого положены генеалогические исследования первопоселенцев города.
В 2020 и 2022 годах музей стал лауреатом престижного конкурса им. Л. К. Александровой «Музей в городе N…».
В 2021 году музей выиграл грант Президентского Фонда культурных инициатив, с помощью которого в 2022 году был реализован заключительный этап проекта «Возрождение Псекупского музеума – первого музея на Кавказе» и создана историческая реконструкция полкового двора и горской сакли.
В 2022 году Городской исторический музей инициировал и провел межрегиональную научно-практическую конференцию «Псекупский музеум – первый музей на Кавказе», в которой приняли участие представители музейного и архивного сообщества, историки и краеведы Краснодарского края и Республики Адыгея.
В 2023 году осуществлен проект «Без деления на белых и красных», посвященный событиям Гражданской войны 1917-1922 гг. на территории горячеключевского района .
Научный состав музея на постоянной основе проводит научно-исследовательскую работу по различным направлениям: этнография, археология, палеонтология, история региона, история Первой мировой, Гражданской и Великой Отечественной войн и др. Материалы (научные статьи, очерки, исследования) публикуются на официальном сайте музея, в печатных СМИ и общедоступных интернет-ресурсах. Музей принимает участие в международных конференциях.
Сотрудники музея являются авторами книг, сборников научных статей и монографий:
– 2012 г. – «Горячий Ключ – великая тайна прошлого», И. Е. Воробьев.
– 2013 г. – «Путеводитель по Горячему Ключу», И. Е. Воробьев.
– 2014 г. – «Поиск ископаемых на Северо-Западном Кавказе», И. Е. Воробьев.
– 2016 г. – «Альманах Горячий Ключ», выпуск 1, под ред. Г. В. Войло.
– 2021 г. – «Дотянуться до горизонта», И. Е. Воробьев.
– 2022 г. – «Вожак красных следопытов», С. С. Безух;
– 2022 г. – «Альманах Горячий Ключ», выпуск 2, (ред. Г. В. Войло).
– 2022 г. – «Псекупский музеум – первый музей на Кавказе. Материалы научно-практической конференции», (ред. Г. В. Войло).
– 2023 г. – «События Гражданской войны 1917-1922 гг. на территории Горячеключевского района», Н. Н. Кадырова.
– 2023 г. – «Краткая предыстория украинского национализма», С. С. Безух.